# گربه‌کوسه گیره‌سفید
گربه‌کوسه گیره‌سفید (نام علمی: Parmaturus albipenis) نام یک گونه از سرده گربه‌کوسه‌های دم‌پولکی است.